# Olof Rydbeck (kyrkoherde)
Olof Rydbeck, född 14 mars 1690 i Östra Skrukeby socken, död 17 augusti 1762 i Östra Hargs socken, han var en svensk kyrkoherde i Östra Hargs församling. 

## Biografi
Olof Rydbeck föddes 14 mars 1690 på Rysslinge i Östra Skrukeby socken. Han var son till bonden Erik. Rydbeck blev 1716 student vid Uppsala universitet och prästvigdes 6 april 1721. Han blev 1723 komminister i Ringarums församling och 1740 kyrkoherde i Östra Hargs församling. Rydbeck avled 17 augusti 1762 i Östra Hargs socken.
Ett porträtt av Rydbeck som målades 1755 finns i Östra Hargs kyrkas sakristia.

### Familj
Rydbeck gifte sig första gången 26 april 1724 med Christina Engius (1700–1747). Hon var dotter till kyrkoherden Sveno Engius och Margareta Klase i Ringarums socken. De fick tillsammans barnen Sven (1725–1725), Margareta, Erik (1728–1729), Sven (1730–1731), Erik Olof (1732–1795), Jacob (1734–1810), Sven (1736–1736), Elsa Maria (1737–1737), Catharina Maria (född 1738) och Elsa Regina (1740–1778).
Rydbeck gifte sig andra gången 11 mars 1748 med Maria Arosius (född 1708). Hon var dotter till kyrkoherden i Regna socken.